# Аржан-Суу
Аржан-Суу (алт. Аржаан-Суу — святая вода) — родник, памятник природы Республики Алтай. Расположен у полотна Чуйского тракта на 478 км. Это один из самых популярных источников Горного Алтая, он находится на правом берегу Катуни, недалеко от села Манжерок. Источник расположен в нижней части крутого борта долины в крайнем западном отроге хребта Иолго, в районе глубинного разлома.
Вода источника гидрокабонатно-кальциево-магниевая с содержанием серебра (так называемая «живая вода») и двухвалентного железа («мёртвая вода»), содержание которого больше, чем в Ессентуках и Боржоми. Вода также содержит медь и марганец. Температура воды — 7—8 °C. По «Классификации минеральных вод и лечебных грязей для целей их сертификации (Минздрав России, методические указания № 2000/340)» воды родника могут быть отнесены к минеральным природным столовым водам и использованы как нативные пресные воды.
Местные жители считают источник святым. Рядом с ним расположены кафе и сувенирные лавки.